# Einar Reventlow
Einar Carl Ditlev greve Reventlow (født 6. januar 1788 i København, død 4. maj 1867 på Pederstrup) var en dansk godsejer og jurist af slægten Reventlow. Einar Reventlow var næstyngste søn af statsminister Christian Ditlev Frederik Reventlow og dennes hustru Frederikke Charlotte, f. von Beulwitz og dermed bror til blandt andre Christian Detlev, Ludwig Detlev og Frederik Detlef Reventlow.

## Liv og gerning
Reventlow blev sammen med brødrene Ernst og Fritz student fra Schoubouske Institut 1803, og blev uddannet cand. jur. 1810. Straks derefter udnævntes han til auskultant i Højesteret og fulgte året efter med sin far på en rejse til Norge.

### Landmand
I 1813 blev Reventlow nødt til at afbryde sit arbejde i Højesteret på grund af en depression. Efter en kort tid som rekonvalescent på familiens gods Pederstrup på det nordvestlige Lolland flyttede han til sin tante Louise Stolberg og hendes mand Christian zu Stolberg-Stolberg på godset Vindeby i nordlige Slesvig. Her blev han oplært i landbruget fra 1814 til 1815. Tilbage på Lolland byggede han derpå et landbrug op; det havde han stort held med, og fra 1820 var han forpagter af gården Aalstrup, der lå under faderens grevskab Christianssæde.
Einar Reventlows renommé som landmand medførte, at han blev brugt som administrator, blandt andet for de store grevskaber Hardenberg (i dag Krenkerup) og Knuthenborg.

### I Sverige
I 1845 flyttede han til Sverige, hvor han købte adskillige store gårde, deriblandt Frugården og Vänersnäs (købt 1845) i Västergötland samt Ilnestorp (købt 1856), Trulstorp og Ugerup (købt 1865), Pugerup (købt 1845) og Vennberga i Skåne. Derudover var han forfatter af skrifter om emner inden for landbrug og nationaløkonomi, hvormed han blandt andet engagerede sig i fremstilling af gødning. Reventlow blev naturaliseret svensk adelsmand af kong Karl 15. 4. maj 1860, og slægten blev introduceredet på det svenske Ridderhus 31. december 1861 som nr. 2335 (dog kun som adelig æt; ikke som grevelig).
Reventlow blev gift 24. juni 1829 med sin niece, Hildeborg Sophie Reventlow (1804-1868), datter af Christian Detlev Reventlow og Benedicte von Qualen. Hans medlemskab i Det Kongelige Nordiske Oldskriftselskab vidner om et interesse for oldtiden og arkæologi; dette gik i arv til begge sønner Christian Detlev og Fritz Reventlow, som i egenskab af amatørarkæologer gjorde store fund af oldsager i området omkring Ringsjön i Skåne.